# Recôncavo

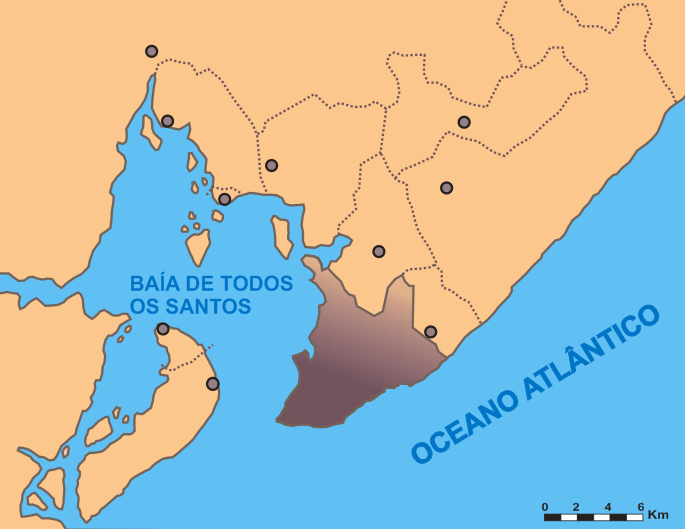
Carte schématique de la Baie de Tous les Saints. La ville de Salvador et son agglomération sont mis en évidence par une teinte plus sombre.

Le Recôncavo baianais est une région géographique s’étendant autour de la Baie de Tous les Saints, dans l’État brésilien de la Bahia, et comprenant non seulement la zone côtière, mais aussi toute une large frange de ladite baie située à l’intérieur des terres.
Classiquement, le terme Recôncavo inclut la Région métropolitaine de Salvador — au centre de laquelle se trouve la capitale de l’État de la Bahia, Salvador —, en même temps qu’un ensemble d’autres villes et localités sises sur tout le pourtour de la baie et dont les plus importantes au point de vue historique et économique sont Santo Antônio de Jesus, Candeias, São Francisco do Conde, Madre de Deus, Santo Amaro, Cachoeira, São Félix, Maragojipe et Cruz das Almas. D’autre part, il est d’usage courant également de limiter le terme Recôncavo à l’ensemble des villes riveraines de la baie situées à l’intérieur des terres, c'est-à-dire en excluant la capitale Salvador.
La région est réputée très riche en pétrole, et, sur le plan agricole, se prête à la culture de la canne à sucre, du manioc et de quelques fruits tropicaux. Le terme est par ailleurs recensé dans les dictionnaires comme brésilianisme, avec le sens de région étendue et fertile dans la Bahia. Les linguistes expliquent cette dénomination comme étant dérivée du mot concave, la zone autour de la baie de Tous les Saints pouvant en effet se percevoir comme un demi-cercle concave.

## Considérations générales
Le terme recôncavo, qui servait à l’origine à désigner toute portion de territoire s’étendant en croissant de lune autour d’une baie, fut, au Brésil, dès les premiers temps de la colonisation, plus spécifiquement associé à la région qui forme un arc de cercle autour de la baie de Tous les Saints. Cette région se caractérise non seulement par sa grande variété physico-géographique et naturelle, mais surtout par son histoire et sa dynamique socio-culturelle particulière.
Le Recôncavo était connu pour ses plantations de canne à sucre, concentrées dans le nord de la baie (sur les sols dénommés localement massapê, à haute teneur en argile et très fertiles), auxquelles se sont ajoutées, dans le sud du Recôncavo et au nord de Salvador, les cultures vivrières, l’exploitation du bois et les plantations de tabac. Le processus de mise en valeur des terres porta les colonisateurs portugais à rayer de la carte des dizaines de villages tupinambas et à faire du Recôncavo une des principales destinations de la diaspora africaine. Cependant, les projets des maîtres du pouvoir se heurteront à diverses résistances de la part des peuples dominés, sous forme de rébellions, de fugues, ou de résilience culturelle.
Si le Recôncavo produisit de grandes richesses, la répugnance aux innovations sera l’une des causes de l’important retard que prendra la région sur le plan de la modernisation socio-économique. La modernité ne fera son entrée dans le Recôncavo, y compris à Salvador, qu’avec l’exploitation du pétrole, qui débuta à partir de la décennie 1950, et suscitera d’importantes mutations dans l’organisation sociale de la région.
L’on est frappé par la similarité entre les différentes cartes du Recôncavo établies depuis le XVIIIe siècle jusqu’à aujourd’hui. Sur ces cartes, le Recôncavo, presque invariablement, forme un demi-cercle vaste de 10 500 km2 environ, englobant : le nord de Salvador jusqu’à Mata de São João et Alagoinhas ; la zone des sols massapê, située au nord de la baie ; les basses terres, de Maragogipe jusqu’à Jaguaripe ; et les étendues plus élevées de Cruz das Almas et de Santo Antônio de Jesus.

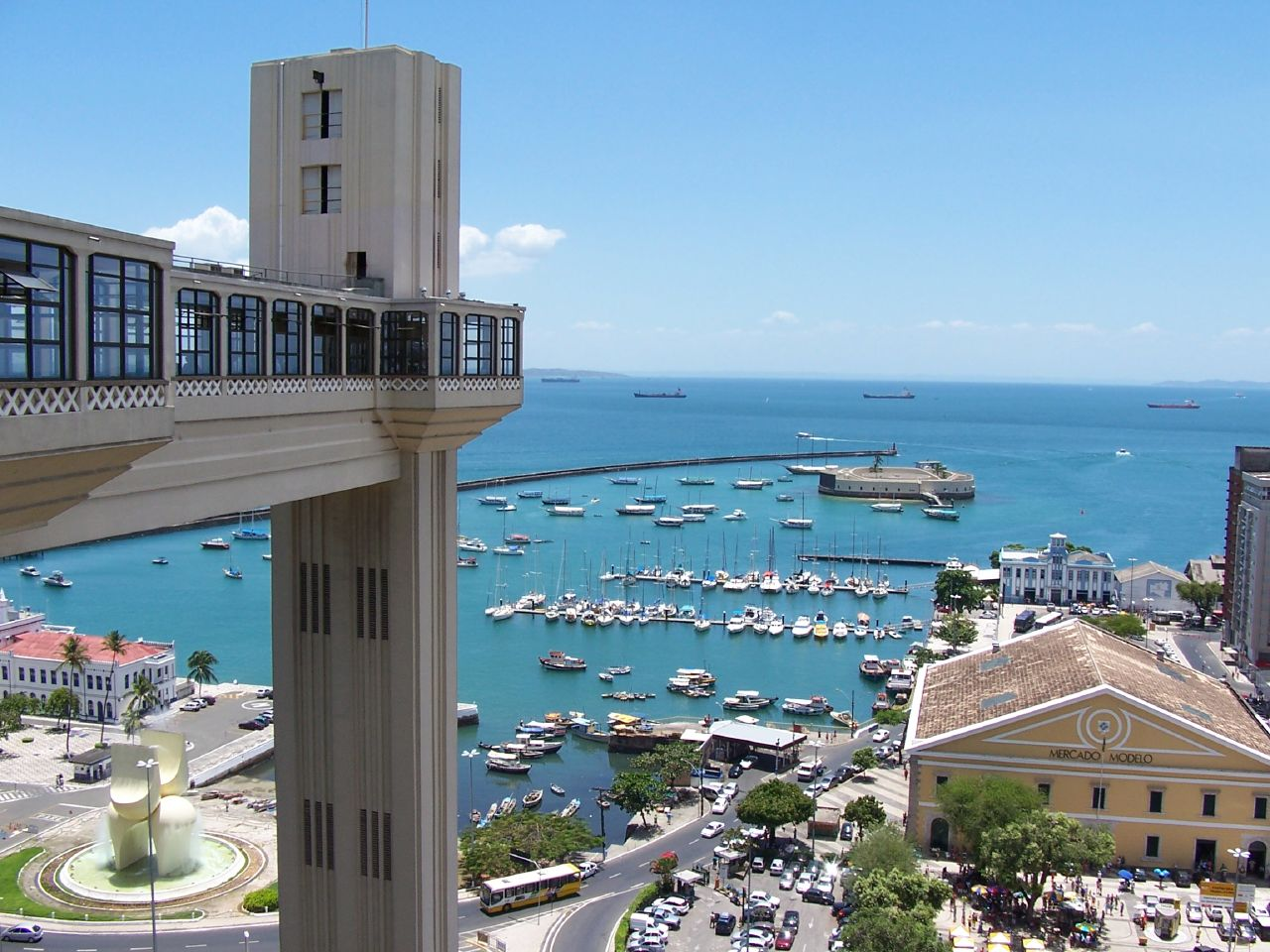
L’ascenseur Lacerda, le marché modèle, le port de plaisance et le fort Saint-Marcel (Forte de São Marcelo), tels qu’aperçus de la Ville-Haute (Cidade Alta) de Salvador.

En 1989, lorsque l’IBGE définit de nouveaux critères pour la régionalisation du Brésil, l’on continua de prendre les antiques contours du Recôncavo comme référence, et il s’ensuivit une grande similitude entre ce que l’IBGE nomma la Mésorégion métropolitaine de Salvador (comportant 38 municipalités, sur une étendue de 11 200 km2) et l’ancien Recôncavo bahianais.
En effet, les liens qui déterminent l’existence de cet ensemble régional et contribuent à sa stabilité apparaissent être d’une grande constance ; ce sont d’abord la présence fédératrice de la capitale Salvador et de la baie de Tous les Saints, et ensuite, comme le rappelle le géographe Milton Santos, « les iconographies qui maintiennent l’idée de région à travers la notion de territorialité, laquelle unit les individus héritiers d’un morceau de territoire ». Quiconque parcourt le Recôncavo observe chez ses habitants un sentiment d’appartenance à la région, la reconnaissance d’une histoire commune et la même référence à nombre de coutumes et traditions.
Le Recôncavo subit de nombreuses transformations dans la deuxième moitié du XXe siècle. Les mutations dans le réseau de communications, s’accompagnant de la création d’un maillage routier dense, eut pour effet de redéfinir le rôle de certains centres urbains. L’aire proche de Salvador se constitua en une Région métropolitaine (à ne pas confondre avec la Mésorégion métropolitaine de Salvador), et l’exploitation pétrolière, avec la subséquente implantation du Pôle pétrochimique de Camaçari, détermina de nouveaux sous-espaces. Le développement de Feira de Santana eut pour contrepartie l’effacement d’autres zones d’influence. Il résulta de tout cela une altération de la cohérence fonctionnelle de la région, ne suffisant pas toutefois à mettre en péril territorialement ou conceptuellement le Recôncavo.
Valoriser le Recôncavo présente une importance stratégique pour ceux qui, ainsi que l’enseigna Milton Santos, ont à cœur de « ...penser à la construction de nouvelles horizontalités, qui permettraient, à partir de la base de la société territoriale, de trouver une voie en mesure de nous libérer de la malédiction de la mondialisation perverse que nous sommes en train de vivre, et de nous rapprocher de la possibilité de construire une autre mondialisation, capable de restaurer l’homme dans sa dignité ».

## Imprécision des limites
Lorsqu’on tente de définir précisément les limites du Recôncavo bahianais, l’on se heurte à une masse confuse d’informations, tantôt incomplètes, tantôt contradictoires, et ce pour les raisons suivantes. Si les subdivisions régionales au Brésil englobent chaque municipalité intégralement, il peut advenir cependant qu’une même municipalité renferme des zones aux caractéristiques géologiques et climatologiques différentes et ne soit donc pas homogène sur toute l’étendue de son territoire. À l’inverse, pour raison de commodité administrative, quelques communes présentant pourtant des caractéristiques géographiques compatibles avec la région du Recôncavo bahianais ont été incluses dans d’autres régions.
Selon la source consultée, les régions ont chacune des limites différentes. Ces raisons font que même les géographes renommés sont réticents à situer le tracé exact des limites du Recôncavo.

## Enseignement
Outre l’UFBA (université fédérale de Bahia), avec siège à Salvador, le Recôncavo abrite une autre université fédérale, l’Université fédérale de Recôncavo da Bahia (UFRB), qui comprend un ensemble dispersé de campus, à savoir dans les villes de Cruz das Almas, Santo Antônio de Jesus, Amargosa, Santo Amaro et Cachoeira. Existent par ailleurs l’université de l’État de la Bahia (UNEB), établie à Santo Antônio de Jesus, et depuis 1998 la Faculté adventiste de la Bahia (FADBA), qui fut la première institution privée d’enseignement supérieur de la région.

## Culture
La région est considérée comme le berceau de la samba brésilienne, attendu que c'est ici en effet qu'aux alentours de 1860 auraient surgi les premières manifestations de la samba de roda, genre musical reconnu par l’UNESCO au titre de patrimoine culturel immatériel, et, vers 1650, de la capoeira.
En outre, le Recôncavo s’enorgueillit de la famille Veloso (graphie originelle Velloso, avec deux l), originaire de Santo Amaro da Purificação, et de laquelle sont issus plusieurs chanteurs et écrivains, parmi lesquels Caetano Veloso et sa sœur Maria Bethânia, qui firent carrière à partir de la décennie 1960. Le chanteur citera le Recôncavo dans une de ses plus célèbres chansons: Reconvexo.
Dans la ville de Cachoeira, une manifestation culturelle témoigne du syncrétisme qui s'est opéré au Brésil, principalement dans la Bahia, en l’occurrence sous les espèces de la Confrérie de la Bonne Mort (en port. Irmandade da Boa Morte), laquelle fusionne les cultes catholique et afrobrésilien.

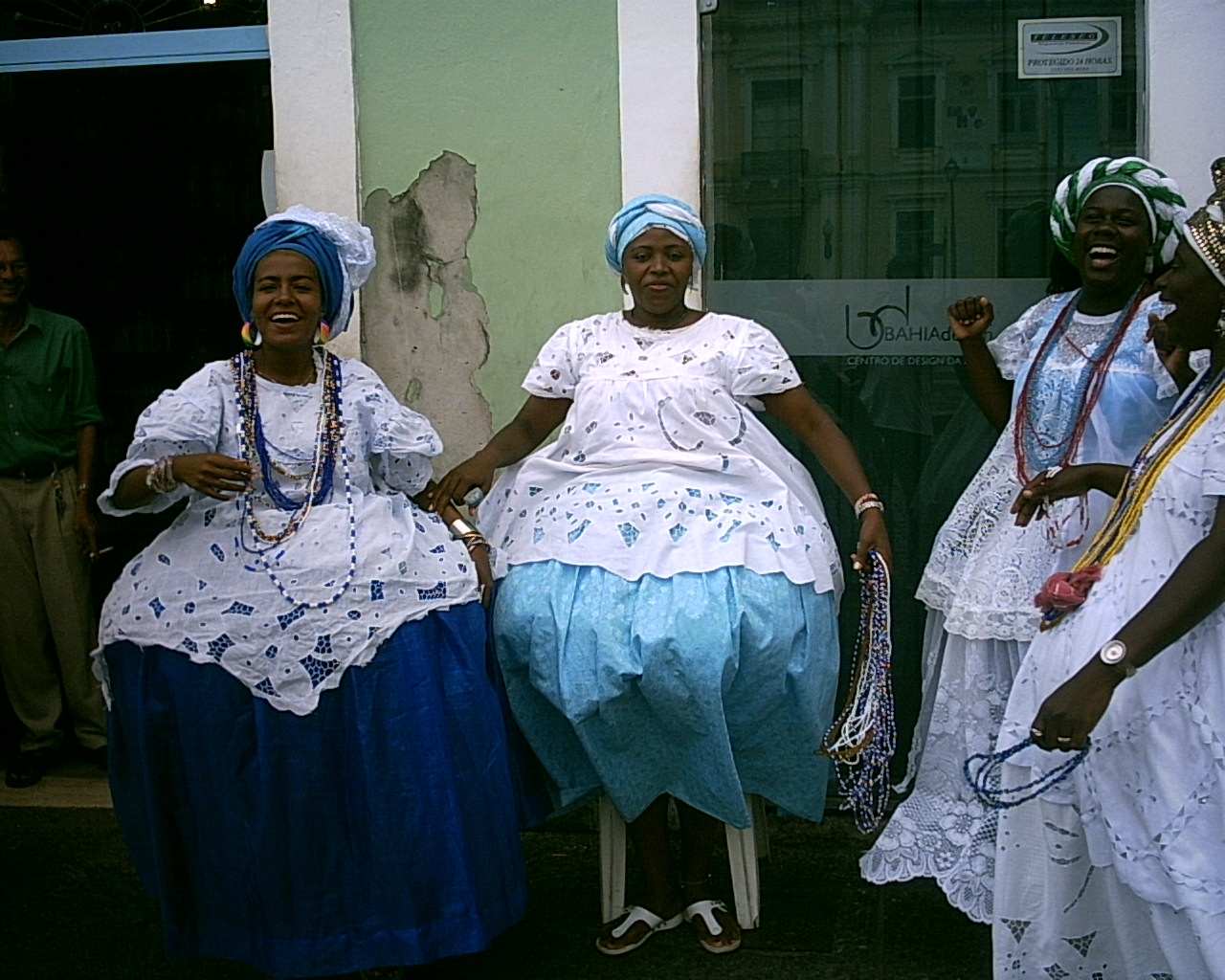
Salvador est la ville ayant le nombre le plus élevé de descendants d’Africains au Brésil.

### Héritage africain
Le Recôncavo bahianais reste profondément marqué par l’influence africaine. C’est en effet vers cette région que furent autrefois amenés des milliers d’esclaves, surtout pour y être employés dans la production de canne à sucre,.
Une étude génétique réalisée dans les communes de la région ont confirmé le haut degré d’ascendance africaine de la population du Recôncavo. Ont été analysées des personnes originaires des agglomérations de Cachoeira et de Maragojipe, ainsi que des descendants de nègres marrons (quilombolas) des zones rurales autour de Cachoeira. Le taux constaté d’ancestralité africaine était de 80,4 %, celui d’ancestralité européenne de 10,8 % et celui d’ancestralité indigène de 8,8 %.
Une étude génétique menée chez la population de Salvador vint confirmer que dans cette ville la contribution génétique la plus importante était africaine (49,2%), suivie de celle européenne (36,3%) et indienne (14,5%). L’étude permit par ailleurs d’établir que les individus porteurs d’un patronyme à connotation religieuse (tels que Graça, Fé, Misericórdia, Caridade, etc.) tendent à avoir un taux de descendance africaine plus élevé (54,9%) et à appartenir aux classes sociales moins favorisées.